# Centro Canario Nacionalista
El Centro Canario Nacionalista (CCN) es un partido político español con sede y ámbito de actuación en la comunidad autónoma de Canarias en España. Se define como partido de centro, agrupando en muchos casos a personas provenientes de otros partidos, principalmente Coalición Canaria y PP.
Su presidente fundador es Lorenzo Olarte (expresidente del Gobierno de Canarias con el Centro Democrático y Social y vicepresidente del gobierno autonómico cuando el CCN aún formaba parte de Coalición Canaria). Su actual presidente es Ignacio González (anteriormente coordinador general del PP canario).

## Historia
Los orígenes se sitúan en el 15 de septiembre de 1992, cuando se funda el Centro Canario Independiente (CCI), a partir del Centro Democrático y Social (CDS).
Posteriormente, en 1993 el CCI se unió a Agrupaciones Independientes de Canarias (AIC), Iniciativa Canaria Nacionalista (ICAN), Asamblea Majorera (AM) y Partido Nacionalista Canario (PNC) para formar Coalición Canaria. En 2005 la Unión Centrista (UC), creada el 2 de abril de 2003, y la Unión Tinerfeña Independiente (UTI), creada el 15 de noviembre de 2002, se integraron en CCI, que ya había adoptado el nombre de Centro Canario Nacionalista (CCN).
El 19 de noviembre de dicho año, el Centro Canario Nacionalista decidió abandonar Coalición Canaria emprendiendo una existencia en solitario. A lo largo de la legislatura se irán incorporando al CCN concejales procedentes de Coalición Canaria y el Partido Popular.
El 28 de enero de 2006, se decidió cambiar el nombre del partido a Centro Canario, manteniendo las mismas siglas CCN.
Se presentó a las elecciones municipales (presentando candidaturas en más del 90% de los municipios), a los cabildos insulares y autonómicas del 2007 realizando una importante campaña propagandística en todas las islas. Obtuvo concejales en varios ayuntamientos y un consejero en el Cabildo de La Gomera pero no consiguió representación en el Parlamento de Canarias, pese a constituirse como la quinta fuerza política más votada con el 5,1% de los votos.
Tras las elecciones, el presidente Ignacio González, comenzó conversaciones con varias agrupaciones políticas, entre ellas Nueva Canarias y Coalición Canaria. Posteriormente se anunció que concurrirían a las elecciones generales de 2008 con Nueva Canarias, Partido Nacionalista de Lanzarote, Iniciativa por La Palma y Nueva Fuerteventura. No consiguieron representación parlamentaria.
Tras la celebración del VIII Congreso Autonímco, en abril de 2008, se decidió remarcar el carácter nacionalista canario del partido, pasando a llamarse de nuevo Centro Canario Nacionalista.
En las elecciones autonómicas y a los Cabildos Insulares de 2011 concurre en coalición con Coalición Canaria y el Partido Nacionalista Canario, así como en una la mayoría de los municipios del archipiélago de cara a las municipales.
Sin embargo en diversos municipios de las islas (Arafo, Arico, Fasnia, El Rosario, San Miguel de Abona, Tacoronte, El Sauzal, Buenavista y Tegueste en Tenerife; Gáldar y Teror en Gran Canaria; Arrecife y San Bartolomé en Lanzarote; Antigua en Fuerteventura; Tazacorte y El Paso en La Palma; Valle Gran Rey en La Gomera) lo hizo en solitario. Asimismo en Santiago del Teide se presentó junto a Independientes de Santiago del Teide, en Telde y Mogán junto a Nueva Canarias, y en Frontera junto al Partido Nacionalista Canario.
De cara a las elecciones generales de 2011 se anunció que formaría parte de la coalición formada por Coalición Canaria, Nueva Canarias y el Partido Nacionalista Canario aunque anteriormente el CCN había propuesto llegar a un acuerdo con el Partido Popular, propuestas rechazada por las demás formaciones. Sin embargo, finalmente CCN no apoyará dicha coalición, uniéndose en cambio a la candidatura del Partido Popular, designando al segundo de los dos senadores titulares y sus correspondientes suplentes de Gran Canaria y Tenerife al Senado y, al Congreso, el número 6 de la lista por Las Palmas y el 7 por Santa Cruz de Tenerife. "Los diputados y senadores electos del CCN se comprometen a apoyar con su voto la investidura del candidato del PP a la Presidencia del Gobierno, los presupuestos generales del Estado y las medidas económicas que se adopten para luchar contra la crisis actual garantizando su apoyo al PP ante una eventual moción de censura". El PP, en caso de constituir gobierno, se compromete a aplicar el Régimen Económico y Fiscal, en todos sus aspectos y, en especial, el referido a la consecución paulatina de la inversión media del Estado en las islas. El PP se compromete asimismo a apoyar la reforma del Estatuto de Autonomía de Canarias, que se apruebe por el Parlamento autonómico, siempre que la reforma “cuente con el consenso previo del grupo parlamentario popular canario”. Asimismo, PP y CCN “defenderán el actual Estatuto de Canarias en la Unión Europea, como región ultraperiférica”. Finalmente CCN obtuvo una senadora por las listas del PP en Tenerife, Luz Marina Socas León.
A finales de mayo de 2012 se anunció la fusión de CCN y el Partido Progresista Majorero (PPMAJO) en Fuerteventura.
En agosto de 2014 el fundador del partido Lorenzo Olarte anuncia su baja del partido e incorporación a Coalición de Centro Democrático (CCD) que concurre a las elecciones municipales y autonómicas de 2015 obteniendo representación en los Ayuntamientos de Telde y Santa Brígida.

## Resultados
CCN al formar parte de Coalición Canaria, concurrió integrada en esta hasta el 2005. Las elecciones municipales, a cabildos y parlamento de 2007, son las primeras en solitario.
Municipales
- Elecciones municipales 2007: 42.059 votos (4,6%), 49 concejales.
- Elecciones municipales 2011:

Cabildos insulares
- Elecciones cabildos insulares 2007: 37.474 votos (4,1%), 1 consejero.
- Elecciones cabildos insulares 2011:

Autonómicas
- Elecciones autonómicas 2007: 46.676 (5,1%)
- Elecciones al Parlamento de Canarias de 2011:

Generales: Parlamento
- Elecciones generales 2008: 38.024 (3,8%).
- Elecciones generales 2011: 445.637 (48%). PP-CCN.

Generales: Senado
- Elecciones generales 2008: 65.248 (3,8%)
- Elecciones generales 2011: 157.151 (40,73%) María del Carmen Suárez Valerón ( Gran Canaria)Luz Marina Socas León ( Tenerife).

Europeas
- Elecciones europeas 2009: No concurren.

## Elecciones generales de España de noviembre de 2019
Centro Canario Nacionalista se presenta a estas elecciones en coalición con Coalición Canaria, Nueva Canarias y Partido Nacionalista Canario.

## Elecciones en España de 2023
- Para intentar frenar la ley eletoral y obtener representación en el Congreso de los Diputados, Senado, Autonómicas Centro Canario Nacionalista va integrado en Nueva Canarias-Bloque Canarista. A elecciones a Cabildo Insulares y municipales concurre en solitario o con acuerdos puntuales.
- Elecciones generales de España de 2023
  - Para intentar frenar la ley electoral y obtener representación en el Congreso de los Diputados y Senado, Nueva Canarias, Bloque Canarista y Centro Canario Nacionalista concurrirán unidos al Congreso y Senado por todas las circunscripciones de Canarias. Al ir desligados de Coalición Canaria, PSOE, PP y Sumar sus opciones son escasas o casi nulas al final no obtuvo representación en las Cortes Generales.